# London Calling
London Calling es el tercer álbum de estudio de la banda británica de punk The Clash, lanzado el 14 de diciembre de 1979, por CBS Records en el Reino Unido y en enero de 1980 por Epic Records en Estados Unidos. El álbum representó un cambio en el estilo musical de The Clash, incluyendo estilos como el ska, pop, soul, rockabilly y reggae, que no habían sido utilizados por la banda anteriormente. El álbum habla sobre temas como el desempleo, los conflictos raciales, el uso de drogas, y las responsabilidades de los adultos.
El álbum recibió críticas positivas y en 2003 fue posicionado en el número ocho en la lista de los 500 mejores álbumes de todos los tiempos por la revista musical Rolling Stone. A su vez la misma revista lo clasificó en el primer lugar en la lista de los mejores discos de los años 80. London Calling fue un top ten en el Reino Unido, y su principal sencillo "London Calling" fue un éxito en las listas. Vendió cerca de dos millones de copias alrededor del mundo, y fue certificado platino por la RIAA en los Estados Unidos.

## Grabación y producción
Después de grabar su álbum de 1978 Give 'Em Enough Rope en los Estados Unidos, la banda se separó de su mánager Bernie Rhodes. Esta separación hizo que la banda tuviera que dejar su sala de ensayos en Camden Town y encontrar otro lugar para componer su música. Con influencias de rockabilly, ska, reggae y jazz, la banda comenzó a trabajar en su nuevo disco durante el verano de 1979. Su nuevo mánager Johnny Green le había encontrado a la banda un nuevo lugar para ensayar llamado Vanilla Studios en Pimlico, situado en la parte trasera de un garaje. El grupo escribió y grabó varias demos, con Jones componiendo y haciendo los arreglos de la mayoría de la música y Strummer proporcionando las letras.
En agosto de 1979, la banda entró a los Wessex Studios para comenzar a grabar London Calling. The Clash preguntó a Guy Stevens si podía producir el álbum, a pesar del descontento de CBS Records. Stevens tenía problemas de alcohol y drogas y sus métodos de producción no eran muy convencionales. Mientras grababan a menudo tiraba sillas y escalerillas alrededor de la banda para crear una atmósfera tensa. The Clash tenía una buena relación con Stevens, especialmente el bajista Paul Simonon, que logró con Stevens una colaboración muy productiva para tocar en las grabaciones. Durante la grabación, la banda iba a jugar fútbol para pasar el tiempo. Esta era una manera para que estuvieran unidos, así como para tener su mente alejada de la música. Hacer esto ayudó a la banda mantenerse juntos, haciendo al proceso de grabación más fácil y más productivo. El álbum fue grabado en cuestión de semanas, grabando muchos temas en una o dos tomas.

## Portada

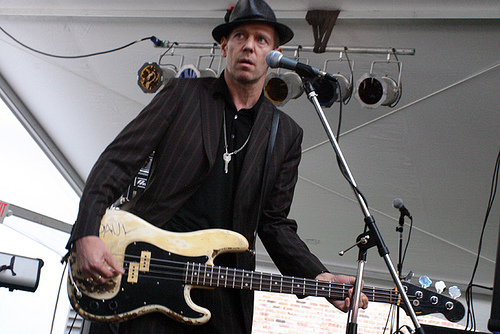
Paul Simonon en el Eurockéennes de 2007.

El título del disco hace referencia a una frase usada en las emisiones de la BBC durante la Segunda Guerra Mundial ("This is London calling...", traducible al español como "Aquí Londres emitiendo...").
La portada del álbum muestra una fotografía de Simonon golpeando su bajo Fender Precision (el cual se exhibe en el Salón de la Fama del Rock en Cleveland desde mayo de 2009) en una actuación en el Palladium de la Ciudad de Nueva York el 21 de septiembre de 1979, durante la gira estadounidense "Clash Take the Fifth". Pennie Smith, que fue la fotógrafa de la imagen, en un principio no quería incluir la fotografía como portada, arguyendo que no era una imagen técnicamente buena, pero Strummer y el diseñador gráfico Ray Lowry pensaron que sería una buena portada para el álbum. En 2002, la fotografía de Smith fue nombrada la mejor fotografía del rock and roll de todos los tiempos por la revista Q, comentando que "captura el último momento del rock and roll - la pérdida total de control".
La tipografía del álbum fue diseñada por Lowry y fue un homenaje al diseño del álbum debut de Elvis Presley. La portada fue nombrada como la novena "mejor portada de todos los tiempos" por la revista Q en 2001.
La portada de London Calling fue elegida entre otras diez por el Royal Mail para la serie de sellos postales "Classic Album Cover", emitidos en enero de 2010.

## Lanzamiento
Aunque London Calling fue lanzado como un álbum doble, se vendió al precio de un solo álbum. El sello discográfico de The Clash, CBS, en un principio rechazó la petición de la banda para que el álbum fuera lanzado como un doble. A cambio CBS le dio permiso al grupo para que incluyera un maxisencillo de 33 RPM. Finalmente, el maxisencillo de doce pulgadas se convirtió en otro LP de nueve pistas.
Tras su lanzamiento, London Calling vendió aproximadamente dos millones de copias. El álbum alcanzó el número nueve en el Reino Unido y fue certificado el oro en diciembre de 1979. El álbum tuvo una buena recepción fuera del Reino Unido. Alcanzó el número dos en Suecia y el número cuatro en Noruega. En los Estados Unidos, London Calling alcanzó el número 27 en la lista Billboard Pop Albums y fue certificado platino en febrero de 1996.
En 2000, junto con el resto del catálogo de la banda, London Calling fue remasterizado y reeditado en formato de disco compacto en los Estados Unidos por Epic Records. Cuatro años más tarde, el álbum fue reeditado en una versión "Legacy". Esta versión del álbum incluye un CD extra y un DVD con contenido inédito. El CD extra era una recopilación llamada The Vanilla Tapes, que incluía las grabaciones hechas por la banda a mediados de 1979. El DVD incluye The Last Testament - The Making of London Calling, una película de Don Letts, así como secuencias de video nunca antes vistos y videos musicales.
London Calling produjo dos de los sencillos más famosos de la banda. "London Calling" fue lanzado antes que el álbum, el 7 de diciembre de 1979. Alcanzó el número 11 en el UK Singles Chart. El video musical de la canción, dirigido por Letts, contó con la banda tocando la canción en un barco bajo la lluvia con el río Támesis detrás de ellos. En los EE. UU., "Train in Vain" respaldado con "London Calling" fue lanzado como sencillo en febrero de 1980. Alcanzó el número 23 en el Billboard Hot 100 y "London Calling"/"Train in Vain" alcanzó el número 30 en la lista Billboard Disco Top 100.

## Canciones
"London Calling", el tema que abre el álbum, fue parcialmente influenciado por el accidente de un reactor nuclear de Three Mile Island en Pensilvania en marzo de 1979. Las letras de Strummer también hablaban sobre el aumento del desempleo, conflictos raciales y el abuso de drogas en Gran Bretaña. El segundo tema, "Brand New Cadillac", fue grabado originalmente por Vince Taylor y fue la primera canción grabada para London Calling. La banda citó a la canción como "una de las primeras grabaciones británicas de rock'n'roll" y había sido utilizada inicialmente como una canción de calentamiento antes de la grabación. "Rudie Can't Fail", la quinta canción del álbum, cuenta con una sección de viento-metal y mezclas de elementos pop, soul, ska y reggae juntos. Su letra habla sobre la vida de un joven amante de la diversión y que es criticado por su incapacidad para actuar como un adulto responsable.
"Spanish Bombs" es una canción que cuenta la historia de la guerra civil española. Recibió reseñas positivas de los críticos, llegando uno de ellos a decir que su "combinación de letras pensativas y un rendimiento energético" la ha hecho "destacada de London Calling". La octava canción, "Lost in the Supermarket", fue escrita por Joe Strummer, que imaginaba la infancia de Jones creciendo en un sótano con su madre y abuela. "Clampdown" comenzó como un tema instrumental llamado "Working and Waiting". Sus letras hablan sobre las personas que abandonan el idealismo de la juventud y exhortan a los jóvenes para luchar contra el statu quo. La décima canción, "The Guns of Brixton", fue la primera del grupo en ser compuesta por Simonon y donde es el vocalista líder. En un principio estuvo dudoso sobre la letra de la canción, que habla sobre la perspectiva paranoide de un individuo hacia la vida, pero se animó a seguir trabajando en la canción gracias a Strummer.
El duodécimo tema, "Death or Glory", presenta a Strummer mirando hacia atrás en su vida, reconociendo las complicaciones y las responsabilidades de la adultez. Mientras trabajaban en "The Card Cheat", la banda grabó todo dos veces para crear un "sonido lo más grande posible". "Revolution Rock", una canción de reggae mezclada con ritmos de ska, recibió diferentes críticas, y Strummer y Jones fueron criticados por la revista NME por su incapacidad para componer canciones de amor creíbles. La última canción, "Train in Vain", no estaba originalmente incluida en la lista de pistas del álbum de la cubierta trasera. La canción inicialmente iba a ser entregada de forma gratuita a través de una promoción con NME, pero cuando el acuerdo no se concretó se incluyó en el álbum tardíamente.

## Recepción, influencia y reconocimientos
El álbum recibió reseñas positivas de los críticos, y es considerado como uno de los mejores álbumes de rock de todos los tiempos. Fue nombrado mejor álbum del año a principios de 1980 por la revista Rolling Stone y también encabezó las encuestas de los críticos de Village Voice Pazz & Jop. En 1987, London Calling fue posicionado número catorce por la revista Rolling Stone en la lista de los "100 mejores álbumes de los últimos veinte años". Rolling Stone también colocó a London Calling en el número uno de la lista de los "100 mejores álbumes de los ochentas" a pesar de que fue lanzado en 1979. En 1993, NME colocó al álbum en el número seis en la lista de "los mejores álbumes de los 70". La revista Vibe colocó al doble álbum en su lista de "los 100 álbumes esenciales del siglo XX". La revista Q posicionó a London Calling en el número cuatro en la lista de "los 100 mejores álbumes británicos", y, en 2002, fue incluido en la lista de "los 100 mejores álbumes punk".
Robert Christgau describió London Calling como "cálido, enojado y serio, confiado, melódico y duro" y lo llamó "el mejor doble LP desde Exile on Main Street". Stephen Erlewine de Allmusic escribió que London Calling fue "estimulante, más duro y con más propósitos que la mayoría de los álbumes, por no hablar de álbumes dobles" y lo calificó como "uno de los mejores álbumes de rock & roll jamás grabados".
En 2001, Alternative Press incluyó a London Calling en la lista de "los 10 álbumes esenciales de la década de 1980". Tom Carson de Rolling Stone dijo que el álbum "celebra el romance del rock & roll con una rebeldía estupenda, en términos épicos", y en 2003, la misma publicación colocó a London Calling en el número ocho de la lista de "los 500 mejores álbumes de todos los tiempos". Ese mismo año, la revista Mojo clasificó al álbum en el número veintidós en el "Top 50 de los mejores álbumes punk". London Calling fue nombrado el mejor álbum del año por Stereo Review en 1980.
En 2004, la revisora de Pitchfork Media Amanda Petrusich dijo de "London Calling" que era la mejor canción del álbum y lo colocó en el número dos en la lista de "los 100 mejores álbumes de los 70", Sal Ciolfi de PopMatters llama el álbum "grandioso, fuerte, una hermosa colección de dolor, enojo, inquietud y sobre todo, esperanza" y escribió que "si se publicara el día de mañana todavía parecería relevante y vibrante", y el College Music Journal colocó al álbum en la posición número tres en la lista de los "20 álbumes mejor interpretados de 1980".
En 2007, London Calling fue incluido en el Salón de la Fama del Grammy, que alberga una colección de grabaciones de gran importancia cualitativa o histórica.
Como ejemplo del duradero impacto del álbum, el 2 de diciembre de 2009 apareció en la "serie de obras maestras" de la BBC Radio 1, marcándolo como uno de los álbumes más influyentes de todos los tiempos, unos treinta años después de su lanzamiento original.

## Lista de canciones

### Edición estándar
| Cara uno |                      |                          |                 |          |  |
| N.º      | Título               | Escritor(es)             | Vocales         | Duración |  |
| 1.       | «London Calling»     | Joe Strummer, Mick Jones | Strummer        | 3:19     |  |
| 2.       | «Brand New Cadillac» | Vince Taylor             | Strummer        | 2:09     |  |
| 3.       | «Jimmy Jazz»         | Strummer, Jones          | Strummer        | 3:51     |  |
| 4.       | «Hateful»            | Strummer, Jones          | Strummer        | 3:22     |  |
| 5.       | «Rudie Can't Fail»   | Strummer, Jones          | Strummer, Jones | 3:26     |  |

| Cara dos |                           |                 |                 |          |  |
| N.º      | Título                    | Escritor(es)    | Vocales         | Duración |  |
| 1.       | «Spanish Bombs»           | Strummer, Jones | Strummer        | 3:18     |  |
| 2.       | «The Right Profile»       | Strummer, Jones | Strummer        | 4:00     |  |
| 3.       | «Lost in the Supermarket» | Strummer, Jones | Jones           | 3:47     |  |
| 4.       | «Clampdown»               | Strummer, Jones | Strummer, Jones | 3:50     |  |
| 5.       | «The Guns of Brixton»     | Paul Simonon    | Simonon         | 3:07     |  |

| Cara tres |                                           |                                         |          |          |  |
| N.º       | Título                                    | Escritor(es)                            | Vocales  | Duración |  |
| 1.        | «Wrong 'Em Boyo» (incluyendo Stagger Lee) | Clive Alphonso                          | Strummer | 3:10     |  |
| 2.        | «Death or Glory»                          | Strummer, Jones                         | Strummer | 3:55     |  |
| 3.        | «Koka Kola»                               | Strummer, Jones                         | Strummer | 1:45     |  |
| 4.        | «The Card Cheat»                          | Jones, Strummer, Simonon, Topper Headon | Jones    | 3:51     |  |

| Cara cuatro |                   |                           |          |          |  |
| N.º         | Título            | Escritor(es)              | Vocales  | Duración |  |
| 1.          | «Lover's Rock»    | Strummer, Jones           | Strummer | 4:01     |  |
| 2.          | «Four Horsemen»   | Strummer, Jones           | Strummer | 3:00     |  |
| 3.          | «I'm Not Down»    | Strummer, Jones           | Jones    | 3:00     |  |
| 4.          | «Revolution Rock» | Jackie Edwards, Danny Ray | Strummer | 5:37     |  |
| 5.          | «Train in Vain»   | Strummer, Jones           | Jones    | 3:11     |  |

En la edición original del álbum, "Train in Vain" no apareció en el listado de temas impreso en la parte trasera del álbum.

### Edición del 25.º Aniversario
La edición del 25.º Aniversario del álbum se lanzó al mercado en 2004 y contiene The Vainilla Tapes (una primera versión del álbum basado en una cinta original perdida, y que antes sólo estaba disponible como bootleg) como un disco extra, y un DVD que explica la creación del álbum, los vídeos musicales de las canciones y grabaciones de la sesiones de The Clash en los Wessex Studios.
| Lista de canciones del disco extra |                                    |                 |          |  |
| N.º                                | Título                             | Escritor(es)    | Duración |  |
| 1.                                 | «Hateful»                          | Strummer, Jones | 3:23     |  |
| 2.                                 | «Rudie Can't Fail»                 | Strummer, Jones | 3:08     |  |
| 3.                                 | «Paul's Tune»                      | Simonon         | 2:32     |  |
| 4.                                 | «I'm Not Down»                     | Strummer, Jones | 3:24     |  |
| 5.                                 | «4 Horsemen»                       | Strummer, Jones | 2:45     |  |
| 6.                                 | «Koka Kola, Advertising & Cocaine» | Strummer, Jones | 1:57     |  |
| 7.                                 | «Death or Glory»                   | Strummer, Jones | 3:47     |  |
| 8.                                 | «Lover's Rock»                     | Strummer, Jones | 3:45     |  |
| 9.                                 | «Lonesome Me»                      | The Clash       | 2:09     |  |
| 10.                                | «The Police Walked in 4 Jazz»      | Strummer, Jones | 2:19     |  |
| 11.                                | «Lost in the Supermarket»          | Strummer, Jones | 3:52     |  |
| 12.                                | «Up-Toon» (instrumental)           | Strummer, Jones | 1:57     |  |
| 13.                                | «Walking the Sidewalk»             | The Clash       | 2:34     |  |
| 14.                                | «Where You Gonna Go (Soweto)»      | The Clash       | 4:05     |  |
| 15.                                | «The Man in Me»                    | Bob Dylan       | 3:57     |  |
| 16.                                | «Remote Control»                   | Strummer, Jones | 2:39     |  |
| 17.                                | «Working and Waiting»              | Strummer, Jones | 4:11     |  |
| 18.                                | «Heart & Mind»                     | The Clash       | 4:27     |  |
| 19.                                | «Brand New Cadillac»               | Taylor          | 2:08     |  |
| 20.                                | «London Calling»                   | Strummer, Jones | 4:26     |  |
| 21.                                | «Revolution Rock»                  | Edwards, Ray    | 3:51     |  |

| Contenido del DVD |                                                                             |          |  |
| N.º               | Título                                                                      | Duración |  |
| 1.                | «The Last Testament - The Making of London Calling»                         |          |  |
| 2.                | «London Calling» (video musical)                                            |          |  |
| 3.                | «Train in Vain» (video musical)                                             |          |  |
| 4.                | «Clampdown» (video musical)                                                 |          |  |
| 5.                | «Secuencia de videos de las grabaciones de The Clash en los Wessex Studios» |          |  |

## Personal
- Joe Strummer – vocalista y voz de acompañamiento, guitarra rítmica, piano
- Mick Jones – guitarrista líder, piano, vocalista y voz de acompañamiento
- Paul Simonon – bajo eléctrico, voz de acompañamiento (vocalista en "The Guns of Brixton")
- Topper Headon – batería, percusión
- Mickey Gallagher – órgano
- The Irish Horns – instrumentos de viento
- Guy Stevens – productor
- Bill Price – ingeniería
- Jerry Green – segundo ingeniero
- Pennie Smith – fotógrafo
- Ray Lowry – diseñador gráfico

## Listas
| Lista (1979)               | Mejor posición |
| -------------------------- | -------------- |
| Lista sueca de álbumes     | 2              |
| UK Albums Chart            | 9              |
| Lista (1980)               | Mejor posición |
| Lista austriaca de álbumes | 17             |
| Lista noruega de álbumes   | 4              |
| U.S. Billboard Pop Albums  | 27             |
| Lista (2004)               | Mejor posición |
| Lista noruega de álbumes   | 17             |
| Lista sueca de álbumes     | 45             |
| Lista suiza de álbumes     | 72             |
| UK Albums Chart            | 26             |